# Belau Air
Belau Air Inc., soms afgekort tot B.A.I., is de enige actieve en oudste Palause luchtvaartmaatschappij. De naam is afgeleid van het Palause woord voor Palau, Belau. Het bedrijf vliegt vanop zijn draaischijf op de Internationale Luchthaven Roman Tmetuchl van 's lands grootste stad Koror (fysiek in Airai op Babeldaob) twaalfmaal per week naar de eilanden Angaur en Peleliu, die elk een staat van Palau vormen. Daarbij vliegt men niet afzonderlijk naar Angaur: vanop Peleliu wordt doorgevlogen in zuidelijke richting en bij het terugkeren vanop Angaur houdt men opnieuw halt op Peleliu. Naast deze lijnvluchten houdt de maatschappij zich ook bezig met toeristische rondvluchten boven de Rock Islands, bezienswaardige onbewoonde eilanden tussen Koror en Peleliu.
De lijnvluchten vinden dagelijks behalve op woensdag zowel 's voormiddags als 's namiddags plaats. De woensdag wordt voorbehouden voor de chartervluchten. Alle vluchten worden uitgevoerd met een Cessna 206 met vijf passagierszitplaatsen. Belau Air beschikt over een busje waarmee ze de passagiers tussen haar kantoor in Koror-stad en de luchthaven te Airai verplaatst.

## Bestemmingen
Situatie juni 2011:
- Palau
  - Angaur - Airstrip Angaur
  - Koror - Internationale Luchthaven Roman Tmetuchl Hub
  - Peleliu  - Airstrip Peleliu

## Vloot
- 1 Cessna 206